# 生神女福音大聖堂 (モスクワ)

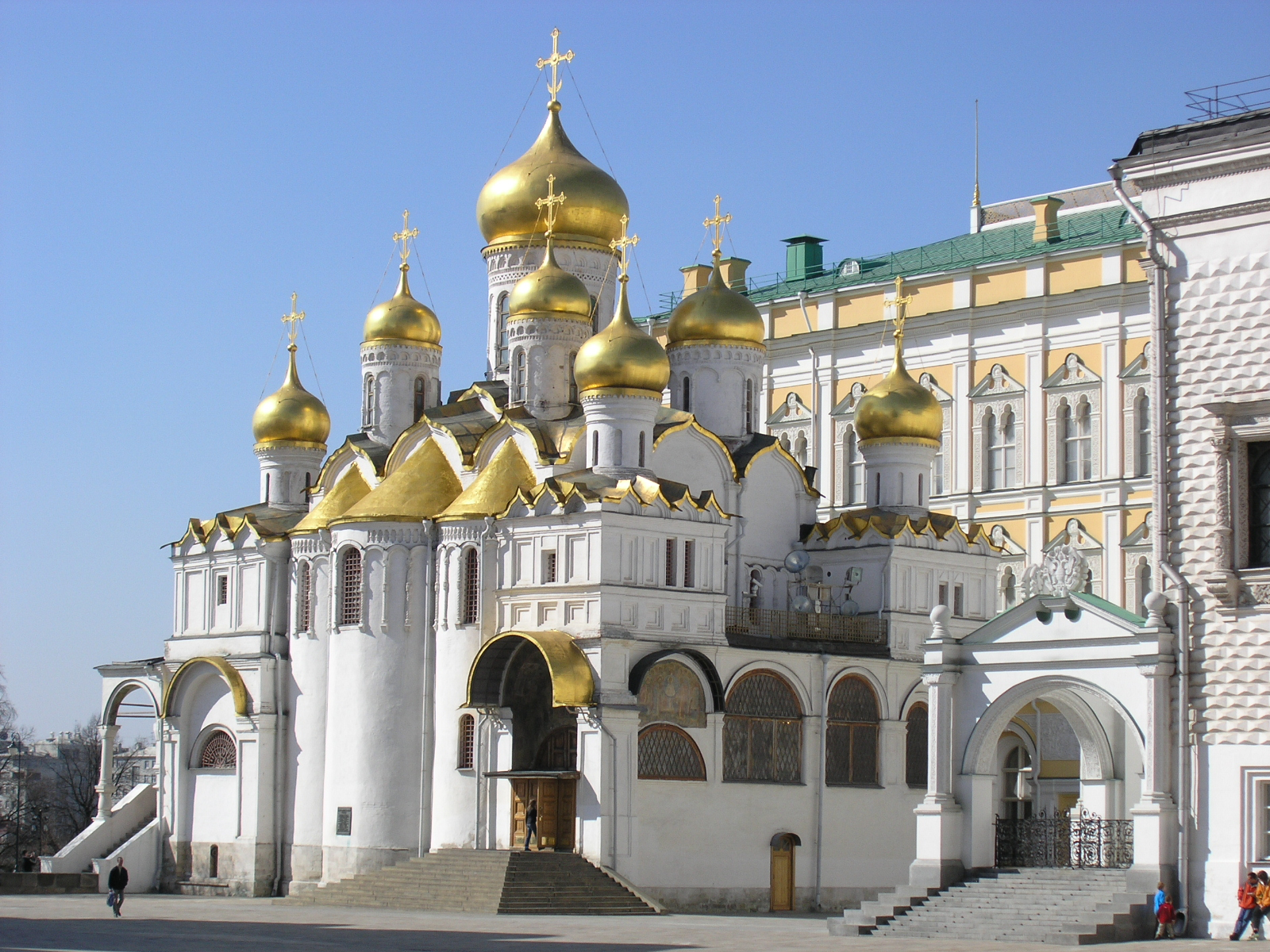
モスクワのクレムリンの生神女福音大聖堂。

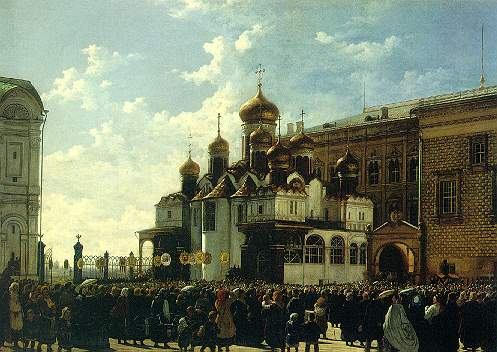
『生神女福音大聖堂の十字行』（K.Bodri、1860年の十字行の光景を描いたもの）

モスクワのクレムリンにある生神女福音大聖堂（しょうしんじょふくいんだいせいどう、Благовещенский собор、Cathedral of the Annunciation）は、生神女福音祭を記憶するロシア正教会の大聖堂である。ブラゴヴェシェンスキー大聖堂ないしブラゴヴェシェンスキー寺院（いずれもБлаговещенский соборから、前半部を片仮名で転写したもの）とも呼ばれるが、これは「生神女福音祭」を表す"Благовещенский"に由来するロシア語名である。
生神女（しょうしんじょ）とは正教会において聖母マリアを指す"Θεοτόκος"（ギリシャ語：セオトコス）"・Богородица"（教会スラヴ語：ボゴロージツァ）といった「神を生みし女」「神の母」を意味する各言語における称号の、日本正教会における直訳的な訳語である。
生神女福音祭とは生神女マリヤにイイスス・ハリストスが宿ったことが天使から告げられたことを記憶する祭であり、これを記憶するのが生神女福音聖堂である。カトリック教会の受胎告知に相当するが、正教会では「受胎告知」の語彙は用いられず、従って正教会の聖堂に「受胎告知聖堂」などの訳語を当てるのは適切ではない。

## 概要

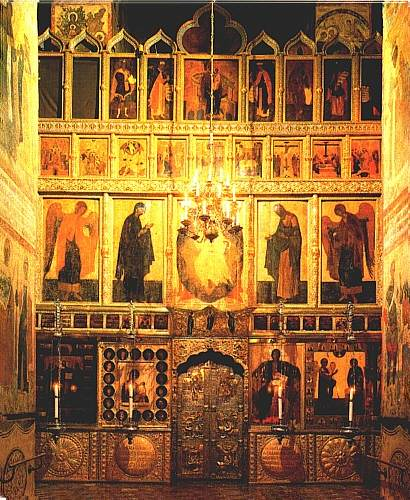
生神女福音大聖堂内のイコノスタス。

1484年から1489年にかけて、プスコフの石工達によって建設された。当初は単円蓋式の聖堂であったが、イヴァン雷帝（1530年8月25日 - 1584年3月18日、在位1533年-1584年）の時代に4つの聖堂が四隅に付加えられ、新しい円蓋が設けられ、さらに計9つの玉ネギに似た屋根（クーポル／クーポラcupola）も加えられた。
屋根は金メッキを施された銅板に覆われており、金色に輝くクーポルと白い壁の対比がこの大聖堂の特色となっている。長い年月をかけて作り出された複雑なシルエットは、同じくモスクワのクレムリンにありながら質実な明晰性を持つ生神女就寝大聖堂（ウスペンスキー大聖堂）とコントラストを成している。
大聖堂はツァーリとその皇族が奉神礼に参与する場となり、この聖堂の神品は20世紀に至るまで、歴代のツァーリとその皇族達の痛悔機密を担当しても居た。
この聖堂のイコノスタスには、アンドレイ・ルブリョフ、フェオファン・グレク、プローホルといった、正教会において歴史的に極めて重要な存在であり、かつ有名な15世紀頃のイコン画家達が手がけたイコンが用いられており、大聖堂の至宝となっている。

## ギャラリー

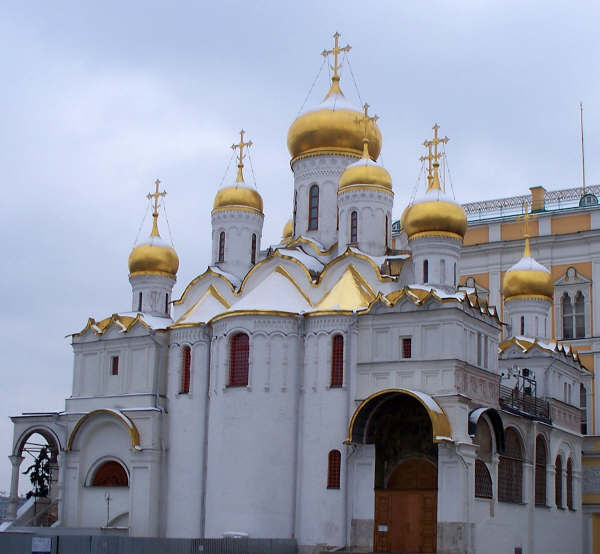
冬景色
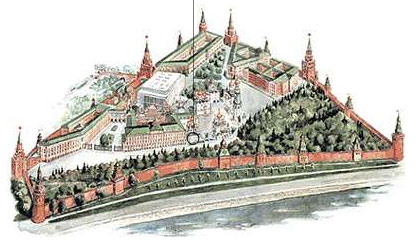
モスクワのクレムリンの鳥瞰図
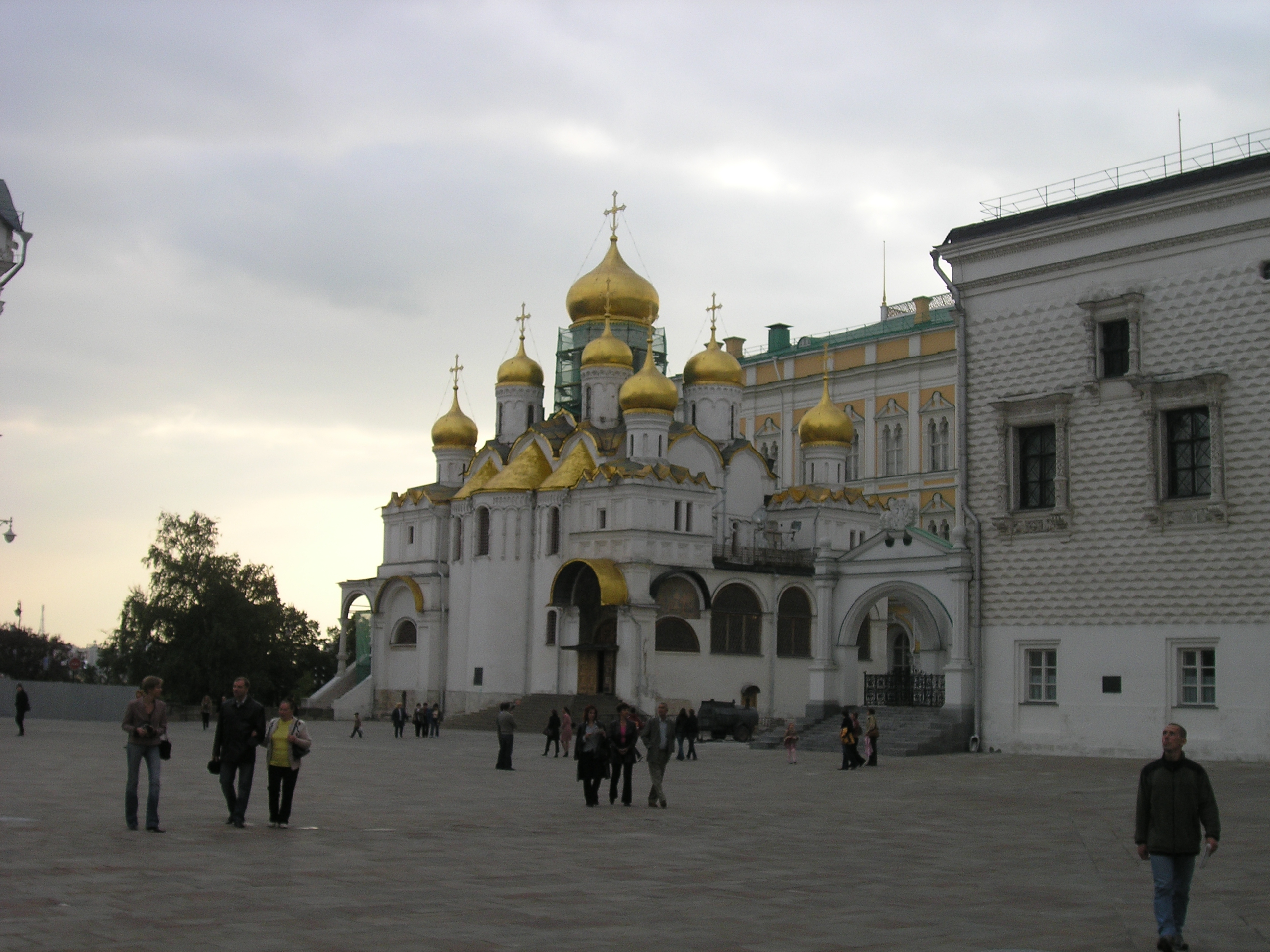
2005年9月の光景
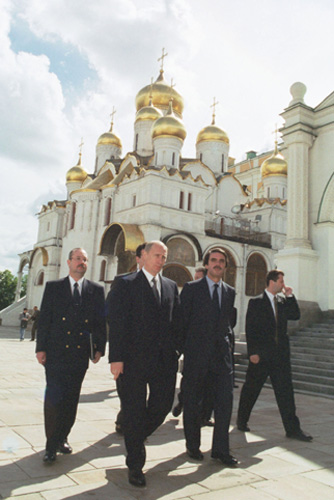
2001年5月22日、共に歩くロシア連邦大統領プーチンとスペイン首相アスナール（肩書当時）